# یونکرس تی ۱۹
یونکرس تی ۱۹ (به انگلیسی: Junkers T 19) یک هواگرد ساختِ کارخانهٔ یونکرس در کشور آلمان است . این هواگرد برای نخستین بار در ۱۴ ژوئیه ۱۹۲۲ میلادی مورد استفاده قرار گرفت.